# Charles Hägerstrand
Karl August Israel (Charles) Hägerstrand, född 16 januari 1883 i Stockholm, död 31 december 1944 i Sankt Görans församling, Stockholm, var en svensk tonsättare, musiker och musikdirektör.
Hägerstrand utbildade sig vid Kungliga Musikaliska Akademien och i Paris. Han tillhörde i ett tiotal år SF:s orkester och var även verksam i utlandet, bland annat som förste violinist under Ernest Ansermet i Genève. Från 1931 var han altviolinist i Stockholms Konsertförenings orkester.
Hägerstrand var också kompositör, och flera av hans arbeten uppfördes i Konsertföreningen och i radio.

## Filmmusik
- 1931 – Hans Majestät får vänta